# Wolfgang Knies
Wolfgang Knies (* 9. November 1934 in Mainz; † 20. Oktober 2019) war ein deutscher Rechtswissenschaftler und Politiker (CDU).

## Beruf und Politik
Knies studierte von 1954 bis 1958 Rechtswissenschaften in Mainz und München. Sein zweites Staatsexamen legte er 1963 in München ab. Ebenda promovierte er 1966 zum Dr. iur. und habilitierte sich im Jahr 1971; die Lehrbefugnis wurde ihm für die Fächer Staatsrecht, Verwaltungsrecht, Finanz- und Steuerrecht verliehen. 1971 nahm er einen Ruf an die Universität des Saarlandes (Saarbrücken) an. Daneben war Knies von 1976 bis 1980 sowie 1996 bis 1999 Mitglied Enquêtekommission für Verfassungsfragen des Saarlandes und von 1977 bis 1980 Richter am Verfassungsgerichtshof des Saarlandes.
Im zweiten Kabinett des saarländischen Ministerpräsidenten Werner Zeyer war Knies parteiloser Minister für Kultus, Bildung und Sport (1980–1984). 1982 trat er in die CDU ein. Im Kabinett Zeyer III (1984–1985) war er für die Ressorts Rechtspflege und Bundesangelegenheiten zuständig. Danach lehrte er wieder in Saarbrücken, bis er im Mai 1987 vom niedersächsischen Ministerpräsidenten Ernst Albrecht in dessen fünftes Kabinett berufen wurde. Dort leitete er bis November 1988 als niedersächsischer Kultusminister das Kultusressort. Im Anschluss nahm er erneut seine Lehrtätigkeit an der Universität des Saarlandes auf. Er wurde zum 31. März 2003 entpflichtet.
In den Jahren 1975 bis 1980 war Knies Mitglied der Kommission zur Ermittlung des Finanzbedarfs der Rundfunkanstalten. Dieses Amt übte er von 2002 bis 2009 erneut aus.
Knies wurde in Unterwössen bestattet.

## Ehrungen
Knies wurde am 1. Februar 2012 mit dem Saarländischen Verdienstorden ausgezeichnet.

## Veröffentlichungen
- Schranken der Kunstfreiheit als verfassungsrechtliches Problem. München, Beck 1967 (Dissertation).